# Małgorzata I. Niemczyńska

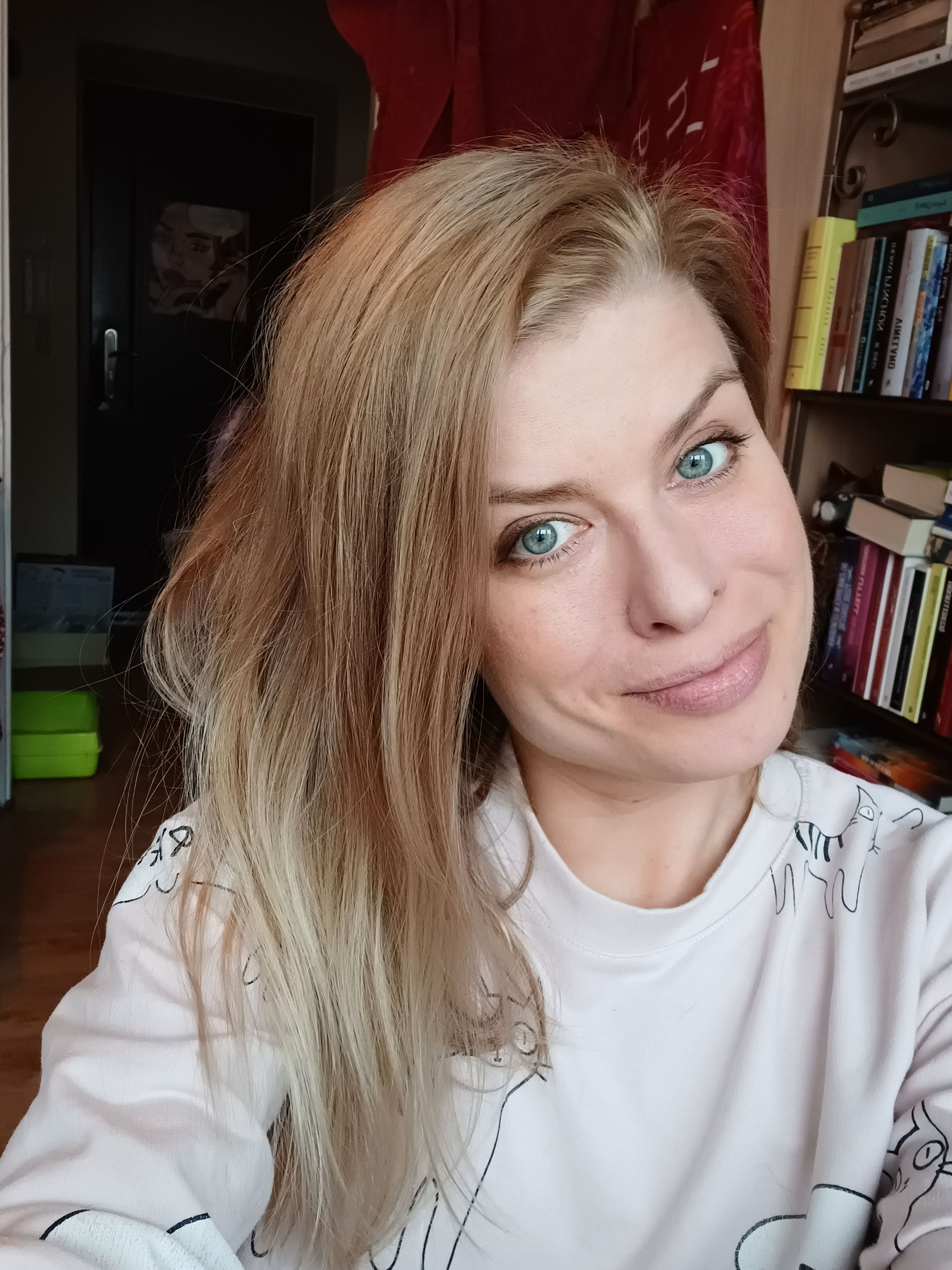
Małgorzata I. Niemczyńska (2023)

Małgorzata I. Niemczyńska (ur. 1982 w Krakowie) – polska pisarka i reporterka, absolwentka komparatystyki literackiej na Uniwersytecie Jagiellońskim, autorka książki non-fiction "Mrożek. Striptiz neurotyka" (2013) i powieści "Borys albo Jeden dzień lata" (2023).
Laureatka Nagrody im. Barbary N. Łopieńskiej i Nagrody Dziennikarzy Małopolski, wielokrotnie nominowana w konkursie Grand Press i do Nagrody "Newsweeka" im. Teresy Torańskiej.
Przez 20 lat była związana z "Gazetą Wyborczą" i "Dużym Formatem". W lutym 2024 roku zgłosiła się dobrowolnie do zwolnień grupowych.